# التصنيفات الدولية لسنغافورة
فيما يلي بعض التصنيفات الدولية لسنغافورة.

## الاتصالات
- تتمتع سنغافورة بأسرع متوسط سرعة ذروة للإنترنت في العالم (أكاماي، ديسمبر 2015). [1]
- احتلت سنغافورة المرتبة الثانية من بين 144 دولة في تقرير تكنولوجيا المعلومات العالمي لعام 2014 الصادر عن المنتدى الاقتصادي العالمي. [2]

## التركيبة السكانية
- كتاب حقائق العالم الصادر عن وكالة المخابرات المركزية الأمريكية: تقدير معدل الخصوبة الإجمالي لعام 2014، المرتبة 224 من بين 224 دولة (0.80) [3]
- الكثافة السكانية في المرتبة الثالثة من بين 242 دولة
- الأمم المتحدة: عدد السكان في المرتبة 114 من بين 233 دولة
- الأمم المتحدة: سياسات السكان العالمية 2005 عدد المهاجرين، المرتبة 22 من بين 192 دولة
- المنظمة الدولية للهجرة: سابع أكثر دولة عالمية. [4]

## الاقتصاد

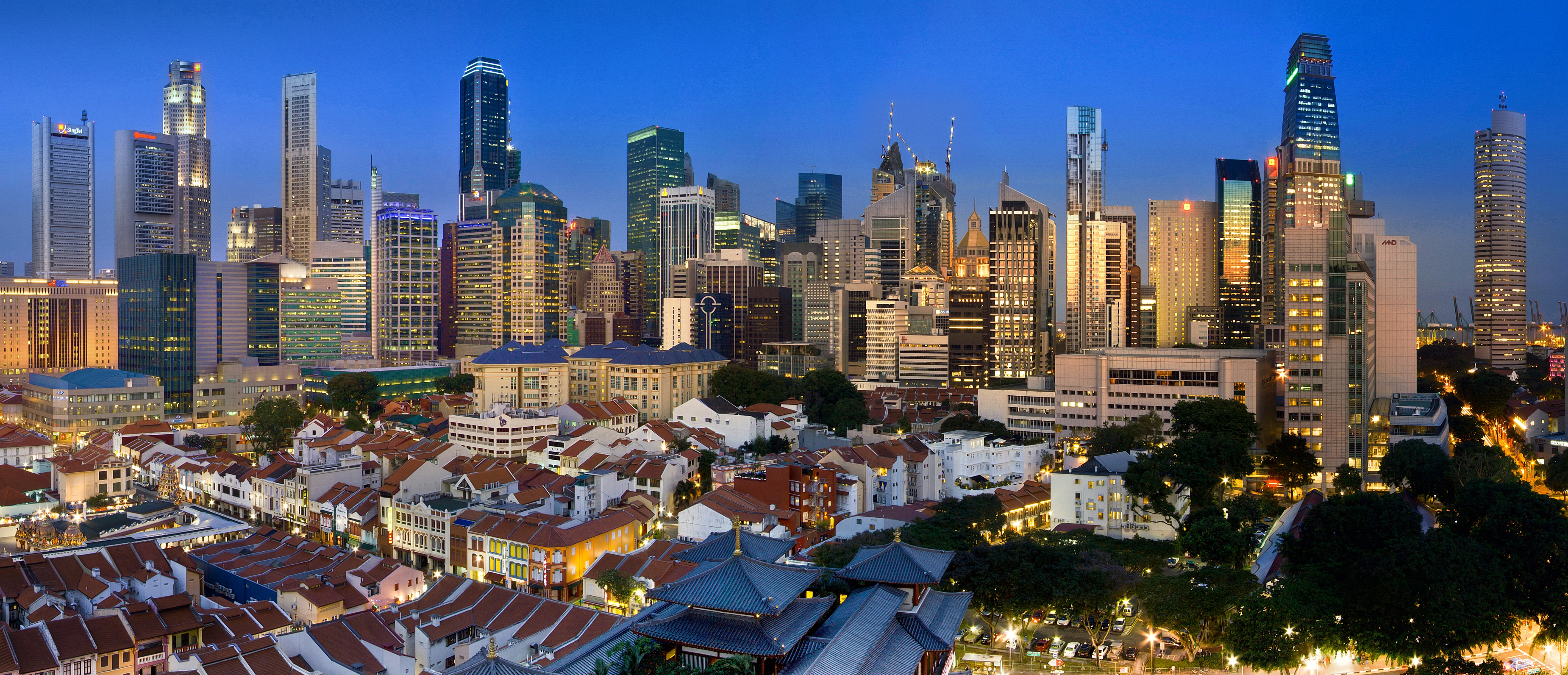
المنطقة المركزية، التقطت الصورة في 22 مايو 2009

- حصلت سنغافورة على المرتبة الأولى عالميًا في سهولة ممارسة الأعمال التجارية وفقًا للبنك الدولي لعام 2012، لمدة 7 سنوات متتالية. [5]
- صُنّفت سنغافورة في المرتبة الأولى بين الدول الأكثر تنافسية في العالم. [6]
- سنغافورة هي المدينة الرابعة عشر الأكثر تكلفة في العالم لقضاء ليلة فيها. [7]
- مجلة الإيكونوميست: مؤشر أين تولد لعام 2013، المرتبة السادسة من بين 111 دولة
- اعتبارًا من مارس 2024 , يحتل الدين الخارجي لسنغافورة المرتبة 16 من بين 202 دولة.
- احتياطيات النقد الأجنبي في المرتبة العاشرة من بين 121 دولة
- الناتج المحلي الإجمالي الاسمي —
  - صندوق النقد الدولي: المرتبة 36 من بين 188 دولة (2014)
  - البنك الدولي: المرتبة 36 من بين 189 دولة (2014)
- تقدير معدل نمو الناتج المحلي الإجمالي الاسمي لعام 2014: المرتبة 99 من بين 198 دولة
- الناتج المحلي الإجمالي الاسمي للفرد —
  - صندوق النقد الدولي: المرتبة السادسة من بين 186 دولة (2015)
- الناتج المحلي الإجمالي (تعادل القوة الشرائية) للفرد الواحد —
  - صندوق النقد الدولي: المرتبة الثانية من بين 186 دولة (2025)
  - البنك الدولي: المرتبة الثالثة من بين 185 دولة (2014)
- الأمم المتحدة: مؤشر التنمية البشرية 2024، المرتبة التاسعة من بين 193 دولة
- مؤسسة التراث / صحيفة وول ستريت جورنال: مؤشر الحرية الاقتصادية 2021، مؤشر الحرية الاقتصادية الأول من بين 178 دولة
- المنتدى الاقتصادي العالمي: مؤشر القدرة التنافسية للسفر والسياحة 2013، المرتبة العاشرة من بين 140 دولة [8]
- منظمة السياحة العالمية: تصنيفات السياحة العالمية، المرتبة 29 من بين جميع الدول [9]

## التعليم
- المرتبة الأولى في تقرير التعليم العالمي لمنظمة التعاون الاقتصادي والتنمية لعام 2015

## الطاقة
- كتاب حقائق العالم الصادر عن وكالة المخابرات المركزية الأمريكية: استهلاك البترول المكرر لعام 2015، المرتبة 18 من بين 215 دولة [10]
- كتاب حقائق العالم الصادر عن وكالة المخابرات المركزية الأمريكية: استهلاك النفط لعام 2012، المرتبة 78 من بين 211 دولة [11]

## البيئة

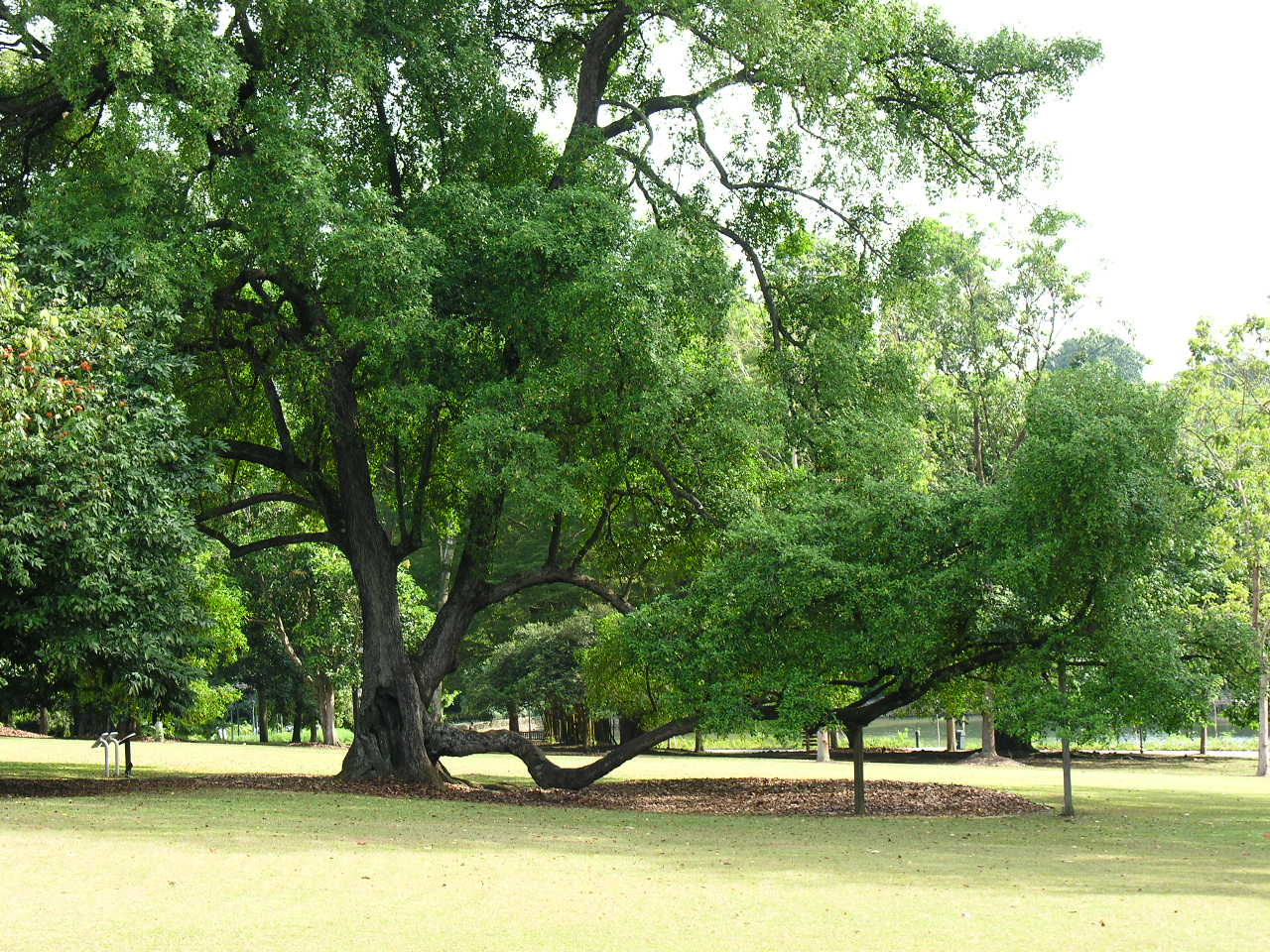
شجرة تمبوسو (Fagraea fragrans) في حدائق سنغافورة النباتية

- كتاب حقائق العالم الصادر عن وكالة المخابرات المركزية الأمريكية: الموارد المائية (أرقام 2011)، المرتبة 160 من بين 172 دولة [12]
- مؤسسة الاقتصاد الجديد: مؤشر الكوكب السعيد لعام 2012، المرتبة 90 من بين 151 دولة [13]
- وزارة الطاقة الأمريكية: انبعاثات ثاني أكسيد الكربون للفرد عام 2008، المرتبة 58 من بين 214 دولة [14]
- أنقذوا الأطفال: تقرير نهاية الطفولة لعام 2018، المرتبة الأولى من بين 175 دولة [15]

## الجغرافيا
- كتاب حقائق العالم الصادر عن وكالة المخابرات المركزية: المساحة الإجمالية في المرتبة 190 من بين 249 دولة ومحيطات [16]

## العمل
- تحتل سنغافورة المرتبة 49 من بين 142 دولة في تقرير الفجوة العالمية بين الجنسين الصادر عن المنتدى الاقتصادي العالمي. [17]

- قائمة الدول حسب مؤشر العسكرة العالمي: المرتبة الثامنة من بين 149 دولة

## السياسة والقانون
- في عام 2022، احتلت سنغافورة المرتبة 17 عالميًا في مؤشر سيادة القانون الذي أعده مشروع العدالة العالمي. [18]
- الإيكونوميست: مؤشر الديمقراطية 2018، المرتبة 66 من بين 167 دولة [19]
- مراسلون بلا حدود: مؤشر حرية الصحافة العالمي 2017: المرتبة 151 من بين 180 دولة [20]

## التكنولوجيا
- مؤشر جاهزية الحكومة الإلكترونية للأمم المتحدة، سنغافورة تحتل المرتبة الثالثة.
- احتلت سنغافورة المرتبة الثانية من بين 144 دولة في تقرير تكنولوجيا المعلومات العالمي لعام 2014 الصادر عن المنتدى الاقتصادي العالمي. [21]
- مؤشر جاهزية الشبكة، سنغافورة تحتل المرتبة الأولى من بين 139 دولة.
- المنظمة العالمية للملكية الفكرية: مؤشر الابتكار العالمي 2024، المرتبة الرابعة من بين 133 دولة [22]

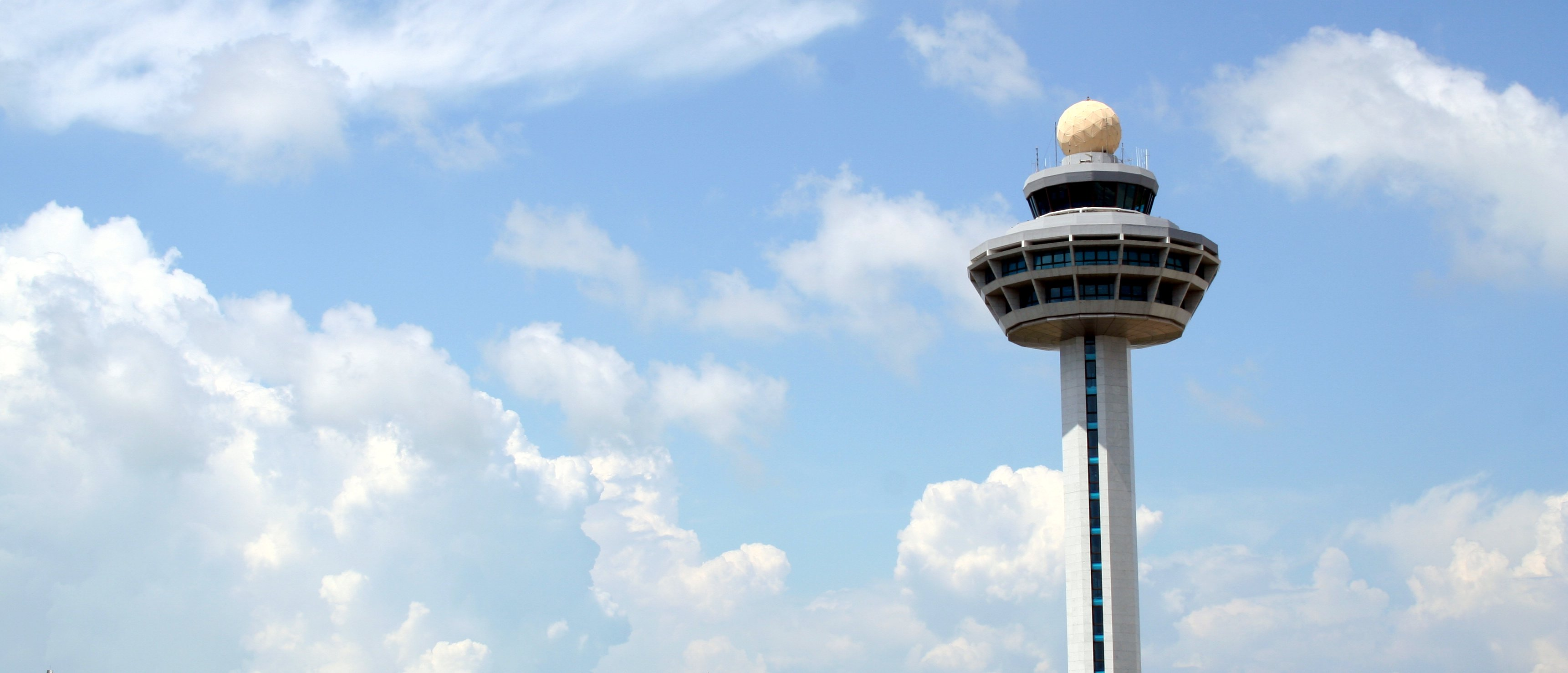
برج مراقبة الحركة الجوية في مطار شانغي سنغافورة

## تصنيفات أخرى
- احتلت سنغافورة المرتبة الثالثة بين الدول الآسيوية في عام 2014 على مؤشر صافي الهجرة المحتملة لغالوب. [23]
- أغلى المدن —
  - وحدة الاستخبارات الاقتصادية: مسح تكلفة المعيشة لعام 2014، المرتبة الأولى من بين 140 مدينة في العالم [24]
  - ميرسر: دراسة تكلفة المعيشة العالمية لعام 2014، المرتبة الرابعة من بين 211 مدينة [25]